# Andriej Szczekaczew
Andriej Szczekaczew, ros. Андрей Щекачев (ur. 27 października 1972) – francuski szachista pochodzenia rosyjskiego, arcymistrz od 1996 roku.

## Kariera szachowa
Pierwsze znaczące sukcesy zaczął odnosić pod koniec lat 80. XX wieku. W 1989 roku triumfował w Moskwie, natomiast w 1991 – w cyklicznym turnieju juniorów w Hallsbergu. W następnych latach odniósł szereg sukcesów w turniejach międzynarodowych, zwyciężając bądź dzieląc I miejsca m.in. w Cannes (1995), Krasnodarze (1996, wspólnie z Aleksandrem Poluljachowem), Bad Zwesten (1999, wspólnie z Joelem Lautierem i Władimirem Bakłanem), Seefeld (1999, wspólnie z Gieorgijem Timoszenko i Władimirem Małaniukiem), Schwarzach (1999, 2001), Évry (2001), Bogny-sur-Meuse (2002), Nicei (2002, wspólnie z Nenadem Šulavą), Paryżu (2002, wspólnie z Jeanem-Lukiem Chabanonem oraz 2003), La Fere (2003), Dieppe (2003, wspólnie z Jakowem Murejem), Rzymie (2004), Schwarzach (2004, wspólnie z Simonem Williamsem oraz 2005, wspólnie z Władimirem Burmakinem i Thomasem Lutherem), Genewie (2005, wspólnie z Władimirem Jepiszynem), Béthune (2005) oraz w Marrakeszu (2010, wspólnie z Georgiem Meierem).
Najwyższy ranking w dotychczasowej karierze osiągnął 1 lipca 2006 r., z wynikiem 2593 punktów zajmował wówczas 32. miejsce wśród rosyjskich szachistów.